# Philotanus

Philotanus est un poème écrit vers 1719 par Jean-Baptiste Willart de Grécourt et publié pour la première fois en 1720 à Paris. Il a été rédigé en réponse au passage de la bulle papale Unigenitus en 1713, qui interdisait les enseignements jansénistes. Il a été traduit en latin par l'abbé Bizot.

## Parcelle
Le poème débute avec le narrateur découvrant un démon endormi sur le côté de la route lors d'une promenade. Il se réveille après avoir été lié avec une corde bénie au nom de François d'Assise, et après avoir été menacé d'eau bénite par le narrateur, il consent à répondre à leurs questions concernant le passage de lUnigenitus.

## Réception
En 1722, l'archevêque de Bougres a excommunié ceux qui lisaient le poème, et en juillet de la même année, ceux qui ont réalisé les gravures sur bois et distribué des exemplaires ont été condamnés à une amende et à l'exil pour trois ans après un procès tenu à Paris.
L'auteur Nicolas Jouin a écrit une suite en 1733 intitulée Le Porte-feuille du Diable, ou la Suite de Philotanus, qui développe la conspiration et nomme Beelzebub et Astarot comme ayant également été impliqués dans le passage d'Unigentus. Ces deux poèmes ont ensuite été publiés ensemble dans plusieurs ouvrages.